# Max-Schmeling-Halle
Max-Schmeling-Halle er en multi-arena i Berlin, Tyskland. Den en opkaldt efter den kendte tyske bokser Max Schmeling og er sammen med Velodrom en af byens største sportsarenaer. Max-Schmeling-Halle kan rumme mellem 8.500 og 10.500 publikummer. Areanen blev åbnet 14. december 1996 og er beliggende Friedrich-Ludwig-Jahn-Sportpark i kvarteret Prenzlauer Berg.
Oprindeligt blev hallen opført som en boksearena til Sommer-OL 2000, men da det blev Sydney og ikke Berlin, der fik tildelt værtskabet, blev hallen ombygget til en multiarena. I dag anvendes den primært til basketball, boksning og håndbold. Den er hjemmebane for basketballklubben Alba Berlin og håndboldklubben Füchse Berlin. I 2005 og 2006 afholdtes World Wrestling Entertainment i hallen, der også blev brugt under VM i herrehåndbold 2007.
- Wikimedia Commons har flere filer relateret til Max-Schmeling-Halle

52°32′41″N 13°24′15″Ø / 52.54472°N 13.40417°Ø